# 江住站
江住站（日语：／ Esumi eki */?）是位於和歌山縣東牟婁郡周參見町江住，西日本旅客鐵道（JR西日本）的紀勢本線（紀國線）車站。

## 歷史
- 1938年（昭和13年）9月7日 - 國鐵紀勢西線周參見站至此站之間開通，此站啟用[1]。
- 1940年（昭和15年）8月8日 - 國鐵紀勢西線此站至串本站之間開通[1]。
- 1959年（昭和34年）7月15日 - 三木里站至新鹿站之間開通，同時路線改名為紀勢本線[1]。
- 1985年（昭和60年）3月14日 - 成為無人車站[2]。
- 1987年（昭和62年）4月1日 - 伴隨國鐵分割民營化，車站由西日本旅客鐵道（JR西日本）營運[1]。

## 車站構造
車站為地面車站，設有1面2線的島式月台，可進行列車交會。車站大樓於路線南邊，月台與車站大樓之間設站內平交道（設有遮斷機和警報器）。
車站設有古老的木造車站大樓，大樓內還設有售票櫃臺、以及寫上由當地居民創作的俳句，以及長椅和當地居民手製的坐墊。車站由新宮站管理的無人車站。沒有設置自動售票機和乘車站證明票發票機。

### 月台
| 月台 | 路線   | 方向                 |
| ---- | ------ | -------------------- |
| 1    | 紀國線 | 紀伊田邊、和歌山方向 |
| 2    | 紀國線 | 串本、新宮方向       |

- 以上的路線名是使用旅客資訊上的名稱（愛稱）。

## 使用狀況
以下列出近年1日平均乘車人次。
| 年度   | 一日平均 乘車人次 |
| ------ | ----------------- |
| 1998年 | 53                |
| 1999年 | 49                |
| 2000年 | 37                |
| 2001年 | 28                |
| 2002年 | 21                |
| 2003年 | 18                |
| 2004年 | 14                |
| 2005年 | 16                |
| 2006年 | 19                |
| 2007年 | 19                |
| 2008年 | 18                |
| 2009年 | 20                |
| 2010年 | 18                |
| 2011年 | 12                |
| 2012年 | 14                |
| 2013年 | 18                |
| 2014年 | 17                |
| 2015年 | 15                |
| 2016年 | 13                |
| 2017年 | 15                |

## 車站周邊
在海邊與山邊之間的狹窄空間設置了此站。在江住川口附近平地為江住村落，車站位於村落的邊圍。在車站前設有數間民居和咖啡廳，在車站前的東北方為江住村落中心。另一方可前往見老津方向。車站附近可望見枯木灘與海邊。宮脇俊三評價此站為紀勢本線的車窗之白眉。
在車站附近最特別的地點是江須崎。江須崎設有一片溫帶植物的地方，在昭和28年（1953年）被國家指定為自然紀念物。在車站開發，沿國道見老津方向前往至江須之川村落轉向南邊便到達江須崎。在江須崎設有步行道圍繞一周。
- 周參見町立江住小學
- 串本警署江住駐在所
- 江住郵局
- 周參見町政廳江住分所
- 江住港
- 江須崎
- 國道42號
- 周參見町立蝦和蟹之水族館（日语：すさみ町立エビとカニの水族館）

## 其他
明光巴士曾設有日置(奧志原)方向的巴士路線，於2013年取消。此外，熊野交通曾設有串本方向的巴士路線，於2015年取消。行走此站附近再沒有民間巴士路線。現時，前者是改為町居民巴士，後者改為串本町社區巴士路線，繼續行走，但是班次比較少。

## 相鄰車站
西日本旅客鐵道
 紀國線（紀勢本線）
和深－江住－見老津

## 注腳
1. 1 2 3 4 5  曾根悟（監修）. 朝日新聞出版分冊百科編集部（編集） , 编. . 朝日百科週刊. 25號 紀勢本線、參宮線、名松線. 朝日新聞出版. 2010-01-10: 19–21.
2. ↑  日本國有鐵道公示S60.3.12公181
3. ↑  『和歌山縣統計年鑑』及『和歌山縣公共交通機關等資料集』

## 外部連結
- 江住｜車站資訊：JR出門網 - 西日本旅客鐵道